# Alūksnes distrikt
Alūksnes distrikt (lettisk: Alūksnes rajons) er et tidligere administrativt område i landsdelen Livland i det nord-østlige Letland. Udover den centrale administration bestod Alūksnes distrikt af 20 selvstyrende enheder: 2 byer samt 18 pagaster.

## Selvstyrende enheder underlagt Alūksnes distrikt
- Alūksne by
- Ape by
- Alsviķu pagasts
- Annas pagasts
- Gaujienas pagasts
- Ilzenes pagasts
- Jaunalūksnes pagasts
- Jaunannas pagasts
- Jaunlaicenes pagasts
- Kalncempju pagasts
- Liepnas pagasts
- Malienas pagasts
- Mālupes pagasts
- Mārkalnes pagasts
- Pededzes pagasts
- Trapenes pagasts
- Veclaicenes pagasts
- Virešu pagasts
- Zeltiņu pagasts
- Ziemeru pagasts

57°25′N 27°00′Ø / 57.42°N 27°Ø